# Nižná Olšava
Nižná Olšava est un village de Slovaquie situé dans la région de Prešov.

## Histoire
La première mention écrite du village date de 1390.

## Démographie

### Évolution de la population
| Année:               | 1994. | 2004.   | 2014.   | 2024.   |
| -------------------- | ----- | ------- | ------- | ------- |
| Nombre de personnes: | 387   | 397     | 429     | 431     |
| Différence:          |       | +2,58 % | +8,06 % | +0,46 % |

| Année:               | 2023. | 2024.   |
| -------------------- | ----- | ------- |
| Nombre de personnes: | 425   | 431     |
| Différence:          |       | +1,41 % |